# Bernd Schuster
Bernhard Schuster (Augsburgo, 22 de diciembre de 1959) es un exfutbolista y entrenador alemán. En su etapa como jugador, se desempeñó en la posición de centrocampista, jugando la mayor parte de su carrera en España para el FC Barcelona (1980-1987), Real Madrid CF (1988-1990) y Atlético de Madrid (1990-1993) de la Primera División, siendo considerado como uno de los mejores jugadores de su época. Fue internacional con la selección de fútbol de Alemania, siendo campeón de la Eurocopa 1980, hasta su renuncia del equipo a la edad de 24 años. En su etapa como entrenador, ha dirigido a diferentes clubes de Europa; entre ellos, el Real Madrid, con quien quedó campeón de Liga en la temporada 2007-2008.

## Trayectoria
Como futbolista comenzó jugando como líbero, pero se consagraría como mediocentro. Formado en la calle, comienza en el equipo de su barrio. Con 16 años ficha por el FC Augsburgo, en el que estuvo 2 años, siendo campeón de Baviera.
Con 18 años y líbero de la selección alemana de su categoría, el Bayern Múnich desestima su fichaje por considerarlo caro. El Borussia Mönchengladbach y el FC Colonia se interesan por él. El Colonia lo ficha y de la mano de su mentor, Hennes Weisweiler inicia una carrera meteórica que en dos años le llevara a ser titular indiscutible del equipo y debutar con la selección absoluta, con la que disputa a los 20 años el Campeonato de Europa de Italia. Alemania gana ese título con Bernd como gran revelación y a final de año es premiado con el Balón de Plata.
Tras el verano es traspasado al F. C. Barcelona. Se pierde un año (1982) por una grave lesión causada por el jugador del Athletic de Bilbao Andoni Goikoetxea, quien también lesionó de gravedad a Diego Armando Maradona. Durante su periodo en el F. C. Barcelona renuncia a jugar con su selección con solo 23 años y tan solo 21 partidos internacionales, al negarse a jugar un partido amistoso por el nacimiento de su primer hijo. La presión mediática y las malas relaciones con la prensa, entrenador y compañeros hacen el resto.

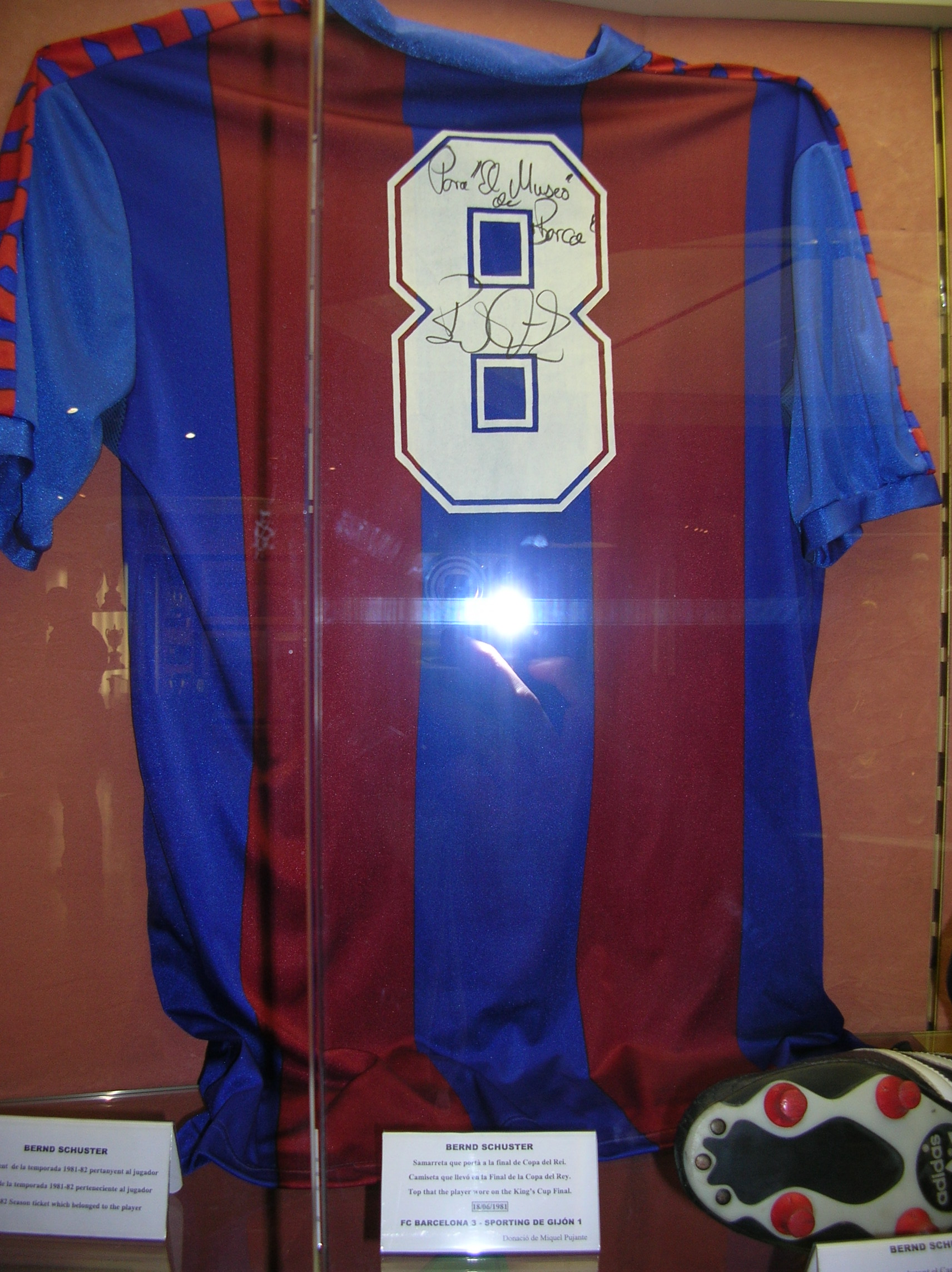
Camiseta del alemán en el F. C. Barcelona.

Deja el F. C. Barcelona cuando acaba contrato en 1988, y ficha por el Real Madrid, coincidiendo en el equipo con «La Quinta del Buitre». Allí participa en el récord de goles de la Liga, al conseguir marcar el equipo 107 goles (en la temporada 2011/2012 sería superado por el propio Real Madrid con 121 goles).
En 1990, ficha por el Atlético de Madrid con el que lucha por la liga con un fútbol de contraataque. Su guardamenta, Abel Resino consiguió ese año (1991) el récord de imbatibilidad. El equipo también consigue dos Copas del Rey, una de ellas ganando la final en el Derbi madrileño ante el Real Madrid en el Estadio Santiago Bernabéu con un gol suyo de falta.
En 1993 regresa a la Bundesliga para jugar con el Bayer 04 Leverkusen, equipo en el que milita hasta 1996. En su primer año el equipo lucha por el campeonato alemán. Tras un tiempo entrenando en el Vitesse neerlandés y una gira de prueba con el San José Clash americano, decide acabar su carrera en México fichado por el Club Universidad Nacional en 1997, con el que no acaba de encontrar la forma, poniendo como pretexto un dolor de muelas y abandonando al club en media temporada.
Centrocampista organizador de extraordinaria clase, uno de los mejores en la Europa de los años 80' y de referencia mundial en su posición de canalizador. Tan solo su renuncia voluntaria a jugar con la selección alemana, con tan solo 23 años, le impidió tener un reconocimiento mayor, al no poder disputar las grandes competiciones internacionales de selección.
Schuster disputó un total de 316 encuentros en la Primera División de España, marcando 87 goles. La combinación de sus participaciones en Primera División en España, Alemania y México supera los 450 partidos, totalizando 105 goles.

## Selección nacional
Jugó con la selección de fútbol de Alemania la Eurocopa 1980, en la cual quedó campeón de ese torneo. El marcador de la final fue 2-1 a favor de la selección alemana en contra de la selección de fútbol de Bélgica. Sus actuaciones en ese torneo le ayudaron a ganar el trofeo Balón de Plata, como segundo mejor jugador, por detrás de Karl-Heinz Rummenigge, quien ganó el Balón de Oro.
Schuster había sido convocado para jugar un partido con Alemania ante la selección de fútbol de Albania, pero se rehusó a ir por el nacimiento de su hijo, lo cual ocasionó un escándalo deportivo en ese momento. Se retiró de la selección alemana a la edad de 24 años, debido a sus constantes desacuerdos con la Asociación Alemana de Fútbol, particularmente con el entonces director del equipo nacional Jupp Derwall y compañeros de equipo, incluyendo a Paul Breitner. «Haber dejado la selección fue una decisión dura y probablemente equivocada, pero no tuve a nadie que me aconsejara en aquellos momentos».

## Carrera como entrenador

### Inicios

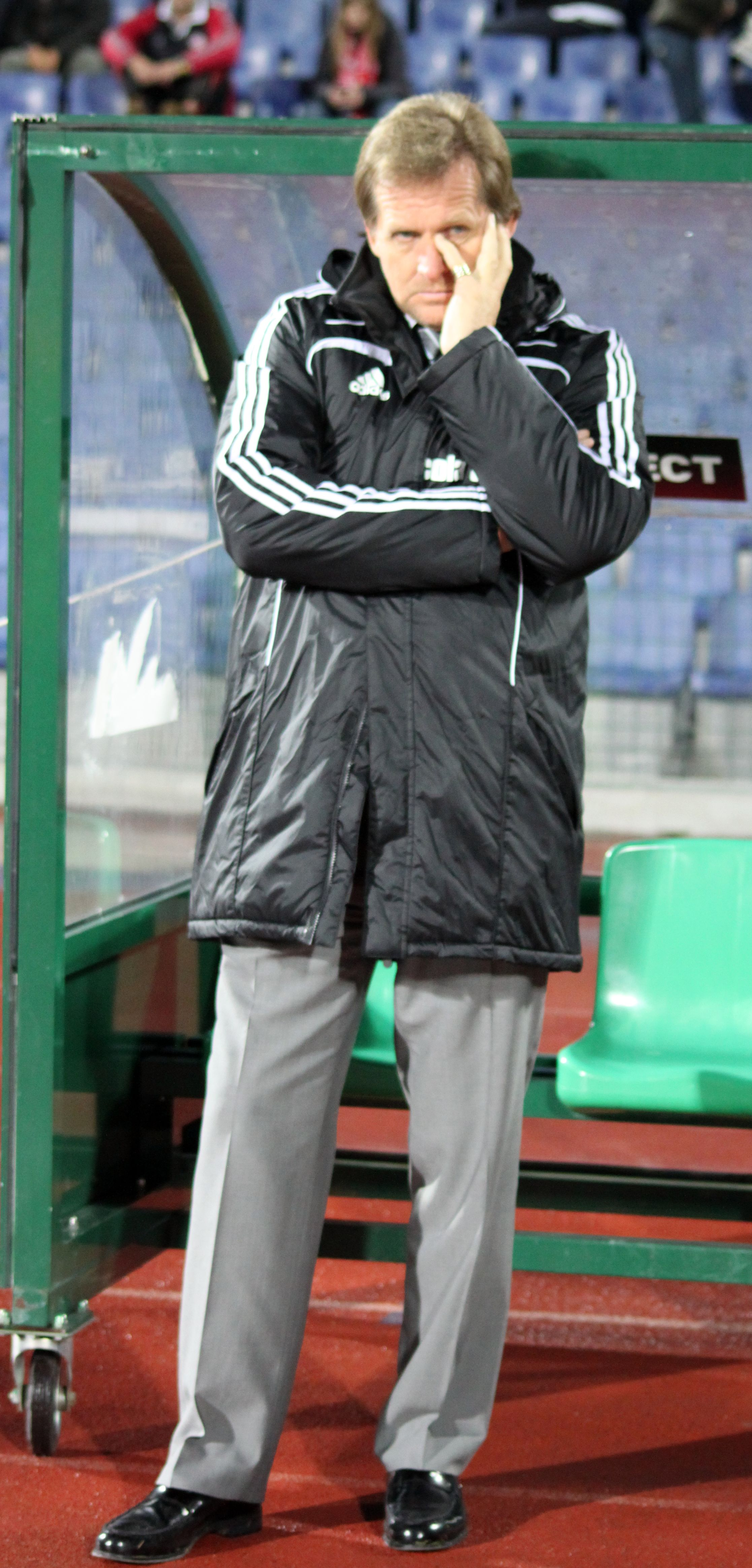
Bernd Schuster como entrenador.

Empezó entrenando al Fortuna de Colonia en 1997 mientras aún sacaba el carné de entrenador. El modesto equipo amateur quedó quinto de la Segunda División, una de las mejores clasificaciones de su modesta historia.
La temporada siguiente, 1998-99 entrenó a su exequipo, el FC Colonia, que había descendido a la 2. Bundesliga en medio de una crisis institucional y deportiva. No consiguió subirlo de categoría.
Volvió a España, a Barcelona, más concretamente, para hacer cargo de las categorías inferiores del F. C. Barcelona, siendo el Coordinador del Fútbol Base.

### Xerez CD
En 2001, se incorporó al Xerez Club Deportivo. Durante dos temporadas, el recién ascendido equipo andaluz roza el ascenso a Primera. A pesar de estar a un punto del ascenso a falta de ocho jornadas para la conclusión de la competición, el conjunto jerezano se vio sumido en una importante crisis de juego y resultados, una situación que culminó con la derrota en el Nuevo Colombino ante el Recreativo de Huelva, que dejaba a los xerecistas en Segunda y al club onubense en la máxima categoría. Abandonó el club andaluz en verano de 2003, tras ser 6.º en la temporada 2002-03.

### Ucrania y Levante UD
En 2003, se marchó a Ucrania para entrenar al Shajtar Donetsk. No llegó a finalizar la temporada en el club ucraniano y fue contratado por el Levante, equipo recién ascendido a la Primera División española, para la temporada 2004-05. Pese a que a mitad de Liga el equipo marchaba en la parte alta de la clasificación, la segunda vuelta fue floja y finalmente fue despedido, dejando al equipo granota con 5 puntos de ventaja sobre el descenso, a falta de 5 partidos. El equipo no reaccionó con su marcha y descendió de categoría. Desde este año, además, es socio del F. C. Barcelona.

### Getafe CF
Schuster fue contratado por Getafe Club de Fútbol para la temporada 2005-06, acabando noveno en la clasificación, la mejor clasificación de la historia del club hasta aquel momento.
El 10 de mayo de 2007, el Getafe CF se clasificó para la final de la Copa del Rey tras eliminar en semifinales al F. C. Barcelona. En Barcelona el resultado fue 5-2, pero el conjunto azulón ganó 4-0 el partido de vuelta en una actuación épica y pasó a la final, celebrada el 23 de junio de 2007, con victoria del Sevilla FC (1-0). El equipo volvió a quedar en noveno puesto en liga en la temporada 2006-07 y el subcampeonato de la Copa del Rey dio por primera vez al Getafe CF la opción de jugar en la Copa de la UEFA en la siguiente temporada.

### Real Madrid
En verano de 2007, Schuster sustituyó como entrenador del Real Madrid a Fabio Capello, que fue despedido a pesar de que había logrado el título de Liga como técnico madridista. El presidente del Getafe CF se opuso a la marcha de su entrenador, pero Bernd Schuster hizo efectivo el pago de la cláusula de rescisión de su contrato, por lo que se convirtió en entrenador del Real Madrid el 9 de julio de 2007.
Durante su primera temporada (2007/08) el equipo blanco consiguió el título de liga faltando tres jornadas para su conclusión, por delante del Villarreal, equipo al que aventajó en 8 puntos. La gran temporada liguera del conjunto madridista culminó con su gran rival, el F. C. Barcelona, haciendo un pasillo en el Santiago Bernabéu y siendo goleado por 4-1. En cambio, en la Liga de Campeones, el equipo blanco fue eliminado en octavos de final por la AS Roma; y en la Copa del Rey, cayó también en octavos de final ante el RCD Mallorca.
Durante su segunda temporada el equipo tuvo peores resultados en Liga y Liga de Campeones —la lesión de su goleador Ruud van Nistelrooy no fue ajena a ello— y fue eliminado de la Copa del Rey por el Real Unión de Irún en dieciseisavos de final. El 9 de diciembre de 2008, fue destituido tras la derrota del Madrid frente al Sevilla FC por 3-4 y después de haber declarado que era imposible que el Madrid ganara al Barcelona en el Camp Nou. Fue sustituido por Juande Ramos, que perdió el partido contra Barcelona (2-0) con goles de Samuel Eto'o y Lionel Messi.

### Vuelta frustrada al Xerez CD
Tras su etapa como entrenador en el club blanco, Schuster decidió alejarse del fútbol temporalmente. No obstante, en junio de 2009, recibió una oferta del Xerez CD, y a pesar de que todo parecía indicar que iba a aceptar la oferta, finalmente, debido a la demora de una respuesta por parte del alemán, el conjunto andaluz se decidió por Cuco Ziganda. En diciembre de 2009, con el club jerezano sumido en una crisis institucional, Schuster comunicó su deseo de comprar las acciones del club.

### Beşiktaş JK
Desde junio de 2010, Schuster fue el entrenador del Beşiktaş JK, disponiendo en su equipo de viejos conocidos de España, como Guti (con el que contaba fielmente en el Real Madrid) o Simão. Dimitió de su cargo en marzo de 2011, a raíz de los malos resultados en la Liga y la eliminación en la Copa de la UEFA.

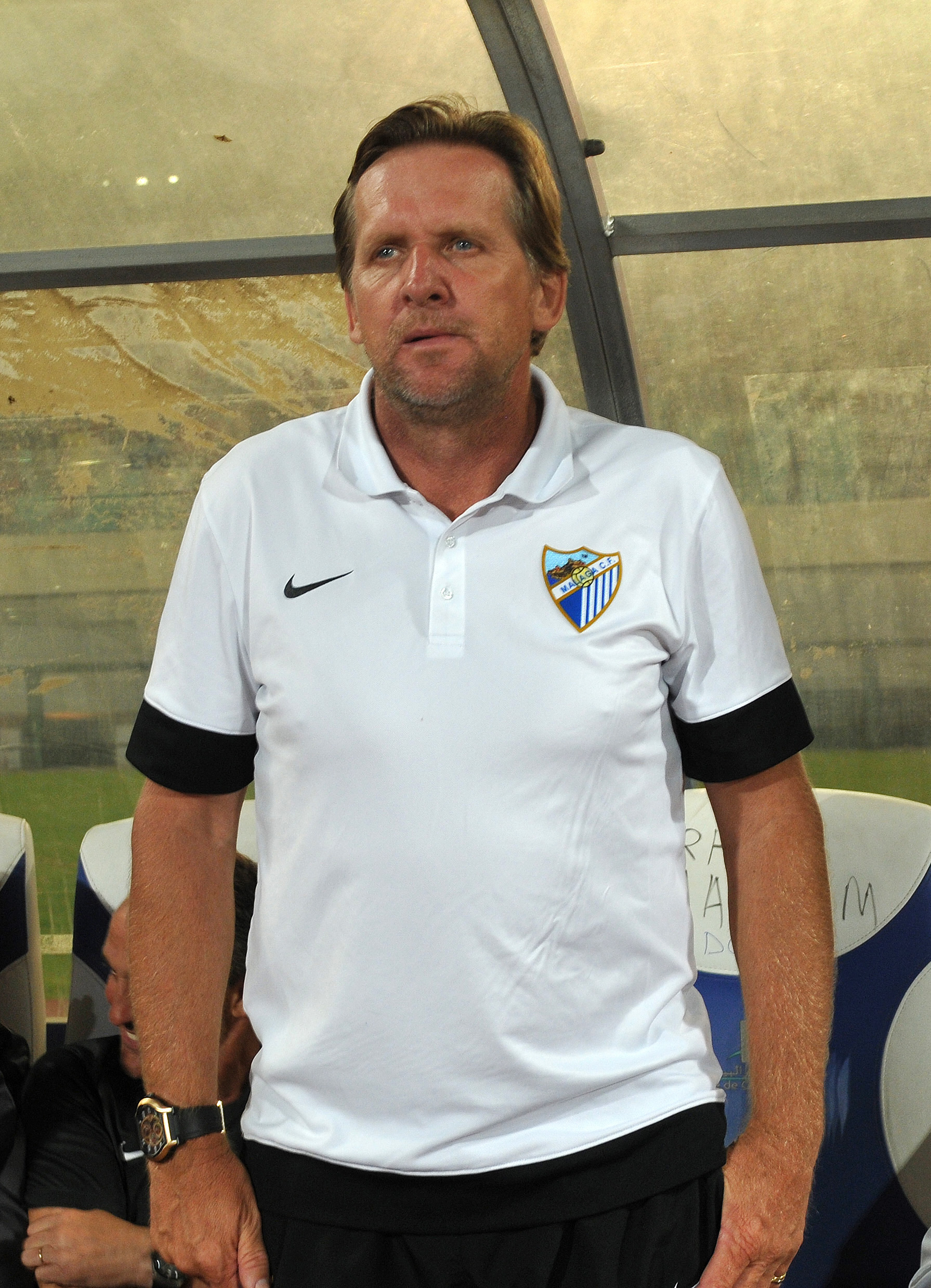
Bernd Schuster en su etapa en Málaga.

### Málaga CF
Tras dos años alejado de los banquillos, el 14 de junio de 2013 se anunció oficialmente su contratación como nuevo técnico del Málaga Club de Fútbol para las próximas 5 temporadas. Sin embargo, en el contrato se fijó una cláusula por la cual, en el caso de que el Málaga quedara por debajo del puesto 10.º en la clasificación al final de la temporada, Schuster podría ser despedido de acuerdo a la reforma laboral, sin percibir una indemnización por el resto de años del contrato.
Schuster se encontró un alto listón dejado por Manuel Pellegrini, y además, el club traspasó a jugadores clave como Isco, Joaquín o Toulalan para equilibrar sus cuentas. Aunque el técnico alemán consigue la permanencia para el conjunto andaluz a falta de una jornada para el final de la Liga, el club le comunicó que no iba a seguir en el banquillo, ejecutando la mencionada cláusula. En su partido de despedida, Schuster se encontró (por primera vez en su carrera, según sus palabras) con la oposición total de la grada de La Rosaleda, que pedía su marcha. Dos semanas después, se hizo oficial su salida de la entidad.

### Dalian Yifang
El 18 de marzo de 2018, firmó por el Dalian Yifang de la Superliga China. Entrenó a dicho equipo hasta el 11 de febrero de 2019, cuando fue sustituido por Choi Kang-hee.

## Clubes

### Como jugador
| Club                    | País           | Año       |
| ----------------------- | -------------- | --------- |
| F. C. Augsburgo         | Alemania       | 1976-1978 |
| 1. FC Colonia           | Alemania       | 1978-1980 |
| F. C. Barcelona         | España         | 1980-1988 |
| Real Madrid C. F.       | España         | 1988-1990 |
| Club Atlético de Madrid | España         | 1990-1993 |
| Bayer 04 Leverkusen     | Alemania       | 1993-1995 |
| San José Clash          | Estados Unidos | 1996      |
| Pumas UNAM              | México         | 1996-1997 |

### Como entrenador
| Club                  | País     | Año       | P  | PG | PE | PP | % v.  |
| --------------------- | -------- | --------- | -- | -- | -- | -- | ----- |
| Fortuna Colonia       | Alemania | 1997-1998 | 35 | 11 | 13 | 11 | 31.43 |
| 1. FC Colonia         | Alemania | 1998-1999 | 35 | 12 | 9  | 14 | 34.29 |
| Xerez C.D.            | España   | 2001-2003 | 84 | 36 | 22 | 26 | 42.86 |
| F. K. Shajtar Donetsk | Ucrania  | 2003-2004 | 10 | 5  | 2  | 3  | 50    |
| Levante U. D.         | España   | 2004-2005 | 34 | 9  | 8  | 17 | 26.47 |
| Getafe C. F.          | España   | 2005-2007 | 78 | 29 | 19 | 30 | 37.18 |
| Real Madrid C. F.     | España   | 2007-2008 | 75 | 44 | 9  | 22 | 58.67 |
| Beşiktaş J. K.        | Turquía  | 2010-2011 | 46 | 25 | 8  | 13 | 54.35 |
| Málaga C.F.           | España   | 2013-2014 | 40 | 12 | 11 | 17 | 39.17 |
| Dalian Yifang         | China    | 2018-2019 | 33 | 14 | 5  | 14 | 47.47 |

## Palmarés

### Como jugador

#### Títulos nacionales
| Título                     | Club               | País   | Año     |
| -------------------------- | ------------------ | ------ | ------- |
| Copa del Rey               | Barcelona          | España | 1980-81 |
| Copa del Rey               | Barcelona          | España | 1982-83 |
| Copa de la Liga            | Barcelona          | España | 1983    |
| Primera División de España | Barcelona          | España | 1984-85 |
| Copa del Rey               | Barcelona          | España | 1987-88 |
| Primera División de España | Real Madrid        | España | 1988-89 |
| Copa del Rey               | Real Madrid        | España | 1988-89 |
| Supercopa de España        | Real Madrid        | España | 1989    |
| Primera División de España | Real Madrid        | España | 1989-90 |
| Copa del Rey               | Atlético de Madrid | España | 1990-91 |
| Copa del Rey               | Atlético de Madrid | España | 1991-92 |

#### Títulos internacionales
| Título                      | Club                          | Sede   | Año     |
| --------------------------- | ----------------------------- | ------ | ------- |
| Eurocopa                    | Selección de Alemania Federal | Italia | 1980    |
| Recopa de Europa de la UEFA | Barcelona                     | España | 1981-82 |

### Como entrenador

#### Títulos nacionales
| Título                     | Club        | País   | Año     |
| -------------------------- | ----------- | ------ | ------- |
| Primera División de España | Real Madrid | España | 2007-08 |
| Supercopa de España        | Real Madrid | España | 2008    |

### Distinciones individuales
| Distinción                       | Año        |
| -------------------------------- | ---------- |
| Equipo del Torneo de la Eurocopa | 1980       |
| Balón de Plata                   | 1980       |
| Balón de Bronce                  | 1981, 1985 |
| Premio Don Balón                 | 1985, 1991 |
| Trofeo Miguel Muñoz              | 2006       |